# Джефф Шлупп
Дже́ффрі «Джефф» Шлупп (нім. Jeffrey "Jeff" Schlupp, нар. 23 грудня 1992, Гамбург) — ганський та німецький футболіст, півзахисник англійського клубу «Крістал Пелес» та національної збірної Гани.

## Клубна кар'єра

### Ранні роки
Джефф Шлупп народився в Гамбургу, Німеччина, в сім'ї ганців. Коли Джефф був ще дитиною, він з родиною переїхав в Англію.
Вихованець молодіжної академії «Лестер Сіті». У сезоні 2010/11 головний тренер «Лестера» Паулу Соуза включив Джеффа в основний склад під номером «31», проте так за основну команду в тому сезоні і не дебютував. 14 березня 2011 року Шлупп підписав з клубом контракт до 2013 року.

### Оренда в «Брентфорд»
У березні 2011 року Шлупп відправився в оренду в клуб «Брентфорд» з Першої ліги. 15 березня дебютував за „бджіл“ у матчі проти «Хаддерсфілд Таун». 25 березня вперше в професійній кар'єрі вийшов у стартовому складі в матчі проти «Карлайл Юнайтед». У цій грі він відзначився двома голами, завдяки яким «Брентфорд» здобув перемогу з рахунком 2:1. У наступному матчі Шлупп знову був включений до стартового складу, і знову відзначився забитим м'ячем, цього разу — у ворота «Шеффілд Венсдей» (матч завершився перемогою «Брентфорда» з рахунком 3:1).

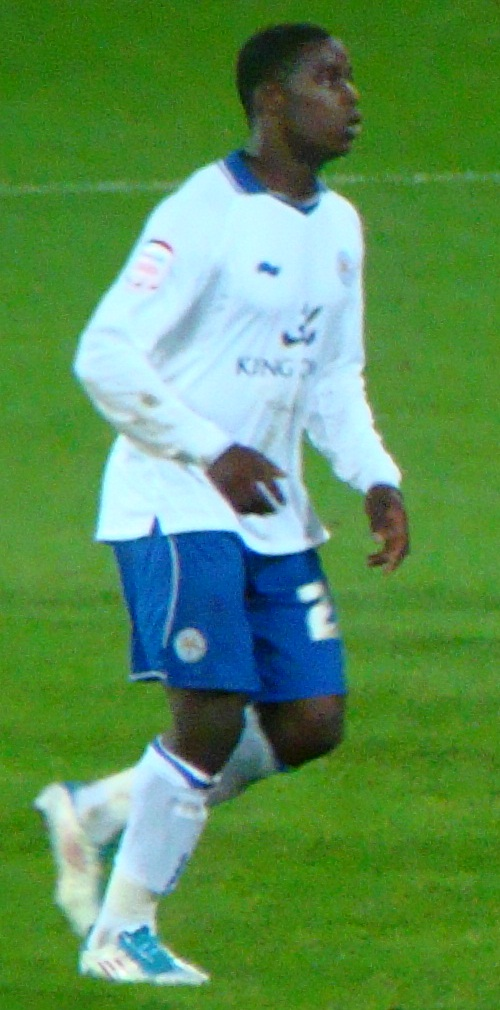
Джефф Шлупп під час виступів за «Лестер Сіті». 21 вересня 2011 року.

3 квітня Шлупп вийшов у стартовому складі «Брентфорда» на фінальний матч Трофею Футбольної ліги, зігравши в ньому повні 90 хвилин. В цьому матчі він один раз влучив у штангу, а «Брентфорд» програв «Карлайлу» з рахунком 1:0.
14 квітня клуб продовжив оренду до закінчення сезону 2010/11.

#### «Лестер Сіті»
Перед початком сезону 2011/12 Шлупп повернувся в «Лестер Сіті». Він взяв участь в передсезонному турне команди в Швеції, часто виступаючи на позиції лівого крайнього захисника. У клубі він отримав футболку з номером «27». У першому ж матчі сезону він зробив хет-трик у ворота «Ротерем Юнайтед» в матчі Кубка Футбольної ліги 9 серпня, ставши першим гравцем «Лестер Сіті», який зробив хет-трик у дебютному матчі з 1945 року. 13 серпня Джеффрі дебютував у Чемпіоншипі у матчі проти «Редінга». 1 жовтня забив свій перший гол у Чемпіоншипі у матчі проти «Дербі Каунті» (4:0). 13 березня 2012 року Шлупп забив свій другий гол у лізі й 4000-й гол «Лестер Сіті» в домашній грі, в матчі проти «Бірмінгем Сіті».
У січні 2013 року Джефф відправився на перегляд в «Манчестер Юнайтед». У лютому термін перегляду гравця був продовжений. 25 лютого Джефф дебютував за команду «Манчестер Юнайтед» до 21 року у матчі проти молодіжної команди «Ліверпуля», зігравши на позиції єдиного нападника. У цій зустрічі резервісти «Манчестер Юнайтед» здобули гору з рахунком 1:0.

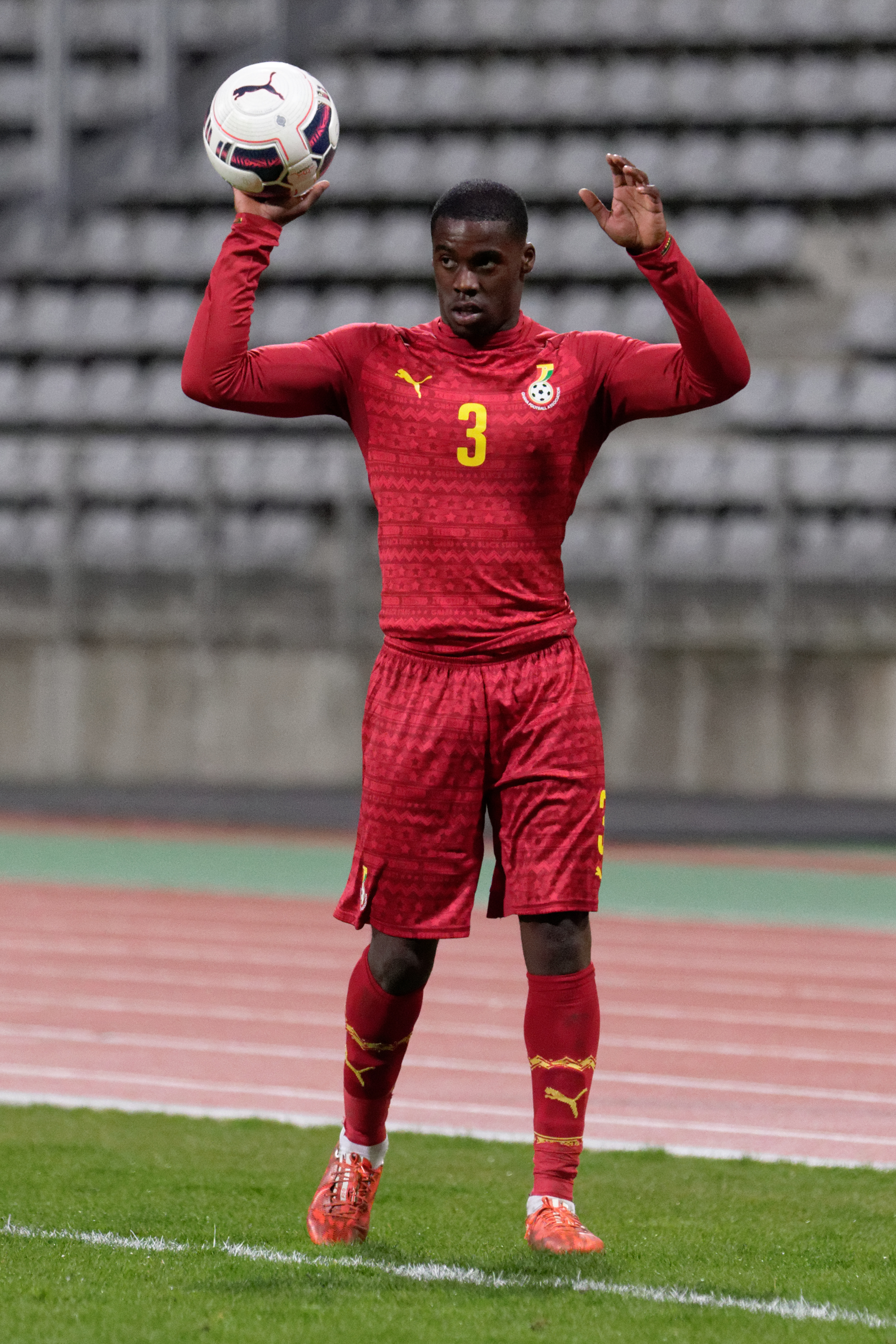
Шлупп у складі збірної Гани. 31 березня 2015 року.

У сезоні 2013/14 Джефф зіграв 26 матчів у Чемпіоншипі та допоміг своїй команді вийти в Прем'єр-лігу.
16 серпня 2014 року Метті зіграв свій перший матч у Прем'єр-лізі в матчі проти «Евертона». Всього за сезон ганець зіграв у 35 матчах і забив 3 голи, допомігши команді зберегти прописку в еліті.
За підсумками сезону 2015/16 Шлупп разом з «Лестером» сенсаційно за два тури до кінця став чемпіоном Англії.
«Крістал Пелес»
У січні 2017 року підписав контракт з клубом «Крістал Пелес» на 4,5 роки.

## Виступи за збірну
Шлупп за регламентом ФІФА мав право обирати між німецькою, ганською та англійською збірною.
У 2011 році Шлупп викликався до збірної Німеччини до 19 років, але на поле не виходив.
7 листопада 2011 року Шлупп отримав виклик до національної збірної Гани на матчі проти Сьєрра-Леоне і Габону. 15 листопада дебютував у складі збірної в матчі проти Габону, вийшовши на заміну замість Прінса Таго.
Наразі провів у формі головної команди країни 12 матчів, забивши 1 гол.

## Титули та досягнення
- Чемпіон Англії (1):

«Лестер Сіті»: 2015–16
- Чемпіон Шотландії (1):

«Селтік»: 2024–25